# Фицджеральд, Томас, 7-й граф Килдэр
Томас Фиц-Морис Фицджеральд (англ. Thomas FitzGerald, 7nd Earl of Kildare, около 1421 — 25 марта 1477) — ирландский аристократ, 7-й граф Килдэр, крупный государственный и военный деятель, пэр Ирландии, лорд-юстициарий и лорд-канцлер Ирландии.

## Биография
Томас Фиц-Морис Фицджеральд был сыном Джона Фицджеральда, де-юре 6-го графа Килдэра, и его жены Маргарет де ла Герн. Джон Фицджеральд должен был унаследовать титулы и владения своего старшего брата Джеральда Фицджеральда, 5-го графа Килдэра, но не смог этого сделать. Ему помешал могущественный магнат Джеймс Батлер, 4-й граф Ормонд, зять 5-го графа Килдэра. Поэтому Джон Фицджеральд никогда не владел своими поместьями и титулами.
Томас Фицджеральд получил должность лорда-юстициария Ирландии в 1454 году, потом ещё раз занимал эту же должность с 1461 по 1470 год. В 1463 году он получил должность лорда-канцлера Ирландии, занимал эту должность до 1468 года. По указу короля Англии Эдуарда IV ему было разрешено в знак королевской милости владеть титулом лорда-канцлера Ирландии пожизненное и получать соответствующее жалованье, исполнять некоторые из функций лорда-канцлера вплоть до своей смерти.
Томас Фицджеральд был ещё молодым человеком, когда он унаследовать титулы и владения, принадлежавшие его отцу по праву. Это произошло где-то около 1434 года, точная дата смерти его отца неизвестна. Но понадобилось несколько лет, чтобы победить Джеймса Батлера, 4-го графа Ормонда, который также претендовать на его наследство. В 1455 году Томас получил должность заместителя лорда-лейтенанта Ирландии Ричарда, герцога Йоркского. Томасу удалось сделать парламент Ирландии реальной законодательной властью, а не марионеткой в руках королей Англии. Томас четыре раза созывал парламент Ирландии, парламент получил законодательную независимость и от королей Англии и от парламента Англии. В частности, Томас Фицджеральд созывал парламент Ирландии в Дрогеде в 1460 году, когда он занимал должность лорда-юстициария Ирландии.
Томас и его двоюродный брат Томас Фицджеральд, 7-й граф Десмонд (ум. 1468), были умными и цивилизованными людьми, патриотами Ирландии. Практически им двоим принадлежала власть в Ирландии, он пытались править Ирландией разумно, пытались добиться полной автономии для Ирландии. Граф Десмонд пытался основать в Дрогеде университет, но потерпел неудачу. В 1468 году графы Десмонд и Килдэр были арестованы, а их земли и титулы конфискованы. Граф Десмонд был приговорен к смертной казни за «государственную измену» и лишился головы на эшафоте в Дрогеде 14 февраля 1468 года в возрасте 42 лет. Томас Фицджеральд, 7-й граф Килдэр, бежал в Англию. В Ирландии после этих дел начался хаос, Ирландия стала совершенно неуправляемой. Владения короля Англии сократились до окрестностей Дублина — остальную территорию контролировали или ирландские кланы, или потомки англо-нормандских баронов и графов, которые стали фактически независимыми. Английский король Эдуард IV понял, что только граф Килдэр сумеет удержать Ирландию под контролем. Осуждение Фицджеральдов было отменено, их титулы и владения были возвращены. Томас Фицджеральд получил должность заместителя лорда-лейтенанта Ирландии, Джорджа Плантагенета, 1-го герцога Кларенса, с 1470 года вплоть до своей смерти. Томас занимался вопросами английских колонистов в Ирландии, обороной Пейла — английской колонии в Ирландии, которая тогда занимала только небольшую территорию вокруг Дублина. В 1474 году Томас Фицджеральд основал Братство Святого Георгия — военную гильдию, которая занималась обороной Пейла и стал первым капитаном этого братства.

## Наследие
В свое время король Англии в ответ на слова обвинения: «Вся Ирландия не может справиться с этим Фицджеральдом!» ответил: «Если вся Ирландия не может им управлять, тогда пусть он руководит Ирландией!» Его власть и влияние в Ирландии были настолько весомыми, что его назвали «Великий граф Килдэр». После Томаса Фитцджеральда, 7-го графа Килдэра, Фицджеральды стали настолько мощными, что фактически правили Ирландией, настойчиво добивались полной автономии для Ирландии и даже независимости, думали даже о корону Ирландии, потому что они были родственниками королей Англии из династии Тюдоров, но все эти попытки потерпели неудачу.

## Семья
Томас Фицджеральд первым браком женился на Дороти О’Мор, дочери Оуни О’Мора, вождя клана Лейкс. С ней у него был сын Джон. Но потом этот брак был аннулирован из политических соображений. Позже граф женился на своей родственнице леди Джейн Фицджеральд, дочери Джеймса Фицджеральда, 6-го графа Десмонда. Бывшую жену он отправил домой, к отцу, что вызвало возмущение ирландских кланов, которые после этого совершили нападение на графство Килдэр, разрушили замки, сожгли поселение английских колонистов. Джон стал предком многих аристократических семей в Ирландии.
От первого брака с Дороти О’Мор:
- Джон Фицджеральд — известный как Шейн Фицджеральд Осберстоун. Имел трех сыновей: Джеральда, Раймонда и Ричарда

От второго брака с Джоан Фицджеральд:
- Джеральд Фицджеральд, 8-й граф Килдэр (ок. 1456—1513), преемник отца. Известен как «Великий граф Килдэр», один из сильнейших магнатов тогдашней Ирландии.
- Томас Фицджеральд Лакках (ок. 1458—1487), лорд-канцлер Ирландии (1484—1487). Погиб в битве при Стоук-Филд
- Джеймс Фицджеральд
- Эленор Фицджеральд (ум. 1497), жена Конна Мора о’Нила, короля Ольстера (1483—1493). У них был сын Конн Баках О’Нейлл, 1-й граф Тирон
- Энн Фицджеральд